# Les Deux Guitares
 (septembre 2020).
Albums de Charles Aznavour
C'est ça
(1958) Charles Aznavour (Je m'voyais déjà)
(1961)
Singles
1. Tu t'laisses aller / J'ai perdu la tête
Sortie : 1960
2. Les Deux Guitares / Ce jour tant attendu
Sortie : 1960
3. Rendez-vous à Brasilia / Plus heureux que moi
Sortie : 1960

Les Deux Guitares, sorti en juin 1960, est le sixième album studio français du chanteur Charles Aznavour.
La chanson titre de l'album, Les Deux Guitares, écrite en 1960, a été chantée en russe par Mischa Aznavourian, le père de Charles Aznavour.

## Liste des chansons de l'album original
| 1. | Les Deux Guitares                 | Charles Aznavour                                                 | 3:49 |
| 2. | Ce jour tant attendu              | Charles Aznavour et Alec Siniavine                               | 2:06 |
| 3. | Fraternité                        | Charles Aznavour et André Salmon                                 | 2:11 |
| 4. | J'ai des millions de rien du tout | George Gershwin, Ira Gershwin, Dorothy Heyward et DuBose Heyward | 2:34 |
| 5. | J'ai perdu la tête                | Charles Aznavour                                                 | 2:46 |

| 6.  | Tu t'laisses aller            | Charles Aznavour                                                 | 3:38 |
| 7.  | Rendez-vous à Brasilia        | Georges Garvarentz, Clement Nicolas et Charles Aznavour,         | 2:00 |
| 8.  | La Nuit                       | Charles Aznavour et Jean Patrick,                                | 3:00 |
| 9.  | C'n'est pas nécessairement ça | George Gershwin, Ira Gershwin, Dorothy Heyward et DuBose Heyward | 2:23 |
| 10. | Plus heureux que moi          | Charles Aznavour                                                 | 2:25 |